# Arabella (Schiff, 1955)
Die Arabella (russisch Арабелла) ist ein Flusskreuzfahrtschiff, das im Jahre 1955 in der DDR auf der VEB Mathias-Thesen-Werft in Wismar gebaut wurde und zur Rodina-Klasse, Projekt 588, (in Wismar jedoch Projekt-Tschkalow, nach dem ersten Schiff der Baureihe, genannt), deutsche Bezeichnung BiFa Typ A (Binnenfahrgastschiff Typ A), gehört. Das Schiff wird von OOO „Turistitscheskaja Kompanija „Admiral““ auf der Wolga betrieben.

## Beschreibung

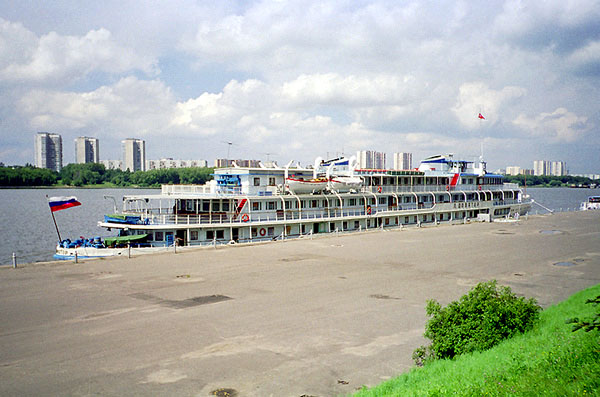
Die L. Dovator in Moskau (2000)

Das Flusskreuzfahrtschiff mit drei Passagierdecks wurde 1955 als L. Dovator (russisch Л. Доватор), (dt. Transkription: L. Dowator) für die Reederei Wolschskoje Objedinjonnoje Retschnoje Parochodstwo (Wolga-Vereinigte-Flussreederei) in Kasan gebaut. Es gehört zu einer 1954 bis 1961 hergestellten Baureihe von 49 Schiffen des Typs „Rodina“. Das Schiff verfügt über einen dieselelektrischen Antrieb mit drei Hauptmotoren. Das Schiff war nach dem General und postumen Helden der Sowjetunion Lew Michailowitsch Dowator benannt.
Seit 2002 fährt das Schiff unter dem Namen Arabella (der Name bezieht sich auf das Schiff des Piraten Captain Peter Blood) und wird vom Reiseanbieter Admiral im Passagierdienst auf der Wolga und dem Kuibyschewer Stausee eingesetzt. 2002 bis 2003 wurde es komplett überholt und erneuert. 
Die Arabella kam am 10. Juli 2011 der Bulgaria, die auf der Wolga in Not geraten war und sank, zu Hilfe und rettete 77 Personen, die später in Kasan an Land gebracht wurden. Außerdem wurde Arabella, die gewöhnlich im Winter als schwimmendes Hotel in Moskau dient, als schwimmender Stützpunkt für die Bergungsarbeiten beim Bulgaria-Unglück eingesetzt.
2012 wurde das Schiff von der OAO Selenodolski sawod imeni A. M. Gorkogo, die zur Holding Ak Bars gehört, gekauft und auf der Arabella werden 20 Kabinen, darunter der VIP-Klasse, eingerichtet.
Im August 2014 wurde das Schiff gestrichen und verschrottet.